# 安阳乡 (淳安县)
安阳乡，中国浙江省西北部淳安县下辖的一个乡。

## 行政区划
安阳乡现辖：
黄家源村、陈家门村、红山岙村、昌墅村、上梧村、乌龙村、范家村、下栖梧村、五堡村、山下村、外畈村、安阳村、黄川村、桐川村和嵔岭村。